# Галотія Симона
Галотія Симона (Gallotia simonyi) — вид ящірок з родини справжні ящірки (Lacertidae).

## Поширення
Ендемік Канарських островів. Поширений лише на острові Ієрро. Колись цей вид був присутній на більшій частині острова та на невеликому офшорному острові Роке-Чіко-де-Сальмор. Людська діяльність привела до того, що вид опинився на межі зникнення. Він залишився лише у двох невеликих територіях. Уряд Канарських островів здійснює програми з збереження виду та реінтродукції його в тих областях, де він вимер, контролюючи населення чужорідних тварин (особливо котів) і проведення селекційних програм в неволі. Популяція цього виду становить близько 300—400 тварин у дикій природі (включаючи повторно інтродуковані популяції).

## Опис
Велика ящірка, завдовжки до 60 см. Це тварина з широкою головою (особливо у самців), міцним тілом і довгим хвостом. Спина темно-коричнева, сіра або чорна, живіт блідий або кремовий, а по боках має численні жовтувато-коричневі відмітини, мало помітні у деяких особин.

## Підвиди
- Gallotia simonyi simonyi — був поширений на острові Роке-Чіко-де-Сальмор, вимер у 1930-х роках;
- Gallotia simonyi machadoi.